# Họ Cá dầm
Họ Cá dầm (Danh pháp khoa học: Kyphosidae) là một họ cá theo truyền thống xếp trong liên họ Percoidea của phân bộ Percoidei thuộc Bộ Cá vược (Perciformes), nhưng trong phân loại gần đây được xếp trong bộ Centrarchiformes. Đây là các loài bản địa của Thái Bình Dương, Ấn Độ Dương, Đại Tây Dương. Hiện tại người ta công nhận 52 loài. Chúng chủ yếu sống ở vùng biển ven bờ.

## Các chi
Họ này gồm 14 chi.
- Girellinae
  - Chi Girella
  - Chi Graus
- Kyphosinae
  - Chi Hermosilla
  - Chi Kyphosus
  - Chi Sectator
- Microcanthinae Johnson, 1984
  - Chi Atypichthys
  - Chi Microcanthus
  - Chi Neatypus
  - Chi Tilodon
- Scorpidinae
  - Chi Bathystethus
  - Chi Labracoglossa
  - Chi Medialuna
  - Chi Neoscorpis
  - Chi Scorpis